# Ştefan Tudor
Ştefan Tudor (romanès: Ștefan Tudor)  (Poienarii Burchii, 3 de març de 1943 - febrer 2021) fou un remer romanès que va competir durant les dècades de 1960 i 1970.
El 1968 va prendre part en els Jocs Olímpics d'Estiu de Ciutat de Mèxic, on fou setè en la prova del quatre amb timoner del programa de rem. Quatre anys més tard, als Jocs de Múnic, guanyà la medalla de bronze en la prova del dos amb timoner. Formà equip amb Petre Ceapura i Ladislau Lowrenschi. El 1976, a Montreal, disputà els seus tercers, i darrers, Jocs Olímpics. En ells fou novè en la prova del dos sense timoner del programa de rem.
En el seu palmarès també destaca una medalla d'or en el Campionat del Món de rem de 1970 i dues medalles de bronze en el Campionat d'Europa de rem, el 1967 en el quatre amb timoner, i  el 1973 en el dos amb timoner.